# Frederickson (Washington)
Frederickson ist ein census-designated place (CDP) im Pierce County im US-Bundesstaat Washington. Zum United States Census 2000 hatte Frederickson 5.758 Einwohner; die Bevölkerung wuchs bis zum United States Census 2020 auf 24.906 Personen.

## Geographie
Nach dem United States Census Bureau nimmt der CDP eine Gesamtfläche von 19,0 km² ein, wovon 18,9 km² Land- und der Rest (0,41 %) Wasserflächen sind.
Nach dem Frederickson Community Plan, der am 1. Mai 2003 vom Pierce County veröffentlicht wurde, beträgt die Gesamtfläche 32,37 km².

### Nachbargemeinden
| Parkland  | Summit                                      | South Hill |
| Spanaway  | Kompassrose, die auf Nachbargemeinden zeigt | South Hill |
| Elk Plain | Graham                                      | Graham     |

## Demographie
Nach der Volkszählung von 2000 gab es in Frederickson 5.758 Einwohner, 1.877 Haushalte und 1.542 Familien. Die Bevölkerungsdichte betrug 305 pro km². Es gab 1.963 Wohneinheiten bei einer mittleren Dichte von 104 pro km².
Die Bevölkerung bestand zu 84,4 % aus Weißen, zu 3,18 % aus Afroamerikanern, zu 1,56 % aus Indianern, zu 3,66 % aus Asiaten, zu 0,85 % aus Pazifik-Insulanern, zu 1,6 % aus anderen „Rassen“ und zu 4,74 % aus zwei oder mehr „Rassen“. Hispanics oder Latinos „jeglicher Rasse“ bildeten 4,46 % der Bevölkerung.
Von den 1877 Haushalten beherbergten 46,1 % Kinder unter 18 Jahren, 69 % wurden von zusammen lebenden verheirateten Paaren, 8,6 % von alleinerziehenden Müttern geführt; 17,8 % waren Nicht-Familien. 12,8 % der Haushalte waren Singles und 3,8 % waren alleinstehende über 65-jährige Personen. Die durchschnittliche Haushaltsgröße betrug 3,03 und die durchschnittliche Familiengröße 3,28 Personen.
Der Median des Alters in der Stadt betrug 32 Jahre. 31,1 % der Einwohner waren unter 18, 7,1 % zwischen 18 und 24, 35,2 % zwischen 25 und 44, 20 % zwischen 45 und 64 und 6,7 65 Jahre oder älter. Auf 100 Frauen kamen 107,8 Männer, bei den über 18-Jährigen waren es 107,1 Männer auf 100 Frauen.
Alle Angaben zum mittleren Einkommen beziehen sich auf den Median. Das mittlere Haushaltseinkommen betrug 56.862 US$, in den Familien waren es 57.060 US$. Männer hatten ein mittleres Einkommen von 41.439 US$ gegenüber 28.690 US$ bei Frauen. Das Pro-Kopf-Einkommen betrug 19.385 US$. Etwa 5,8 % der Familien und 7,4 % der Gesamtbevölkerung lebte unterhalb der Armutsgrenze; das betraf 9,8 % der unter 18-Jährigen und 14,3 % der über 65-Jährigen.

## Bildung
Die öffentlichen Schulen in Frederickson sind Teil des Bethel School District. Schulen in und um Frederickson sind:
- Grundschulen:
  - Clover Creek Elementary School
  - Frederickson Elementary School
  - Naches Trail Elementary School
- Junior Highschools:
  - Bethel Junior High School
  - Liberty Junior High School
- Highschools:
  - Graham-Kapowsin High School
  - Spanaway Lake High School
- Privatschule:
  - Bethel Baptist Christian School (Klassenstufen 4 … 12)
- Nahegelegene Colleges:
  - Pacific Lutheran University (Parkland)
  - Colleges in Tacoma
  - Colleges in Lakewood
  - Colleges in Puyallup
  - Colleges mit Kursen an der Joint Base Lewis-McChord